# Place Feuerbach
La place Feuerbach (en ukrainien : Майдан Фейєрбаха) est une infrastructure de Kharkiv en Ukraine.

## Historique
C'est une place qui était la limite de la ville au XVIIIe et touchait les remparts. Elle a porté le nom de Voznesenskaya et ensuite elle a porté le nom de Ludwig Feuerbach.

## Bâtiments remarquables et lieux de mémoire

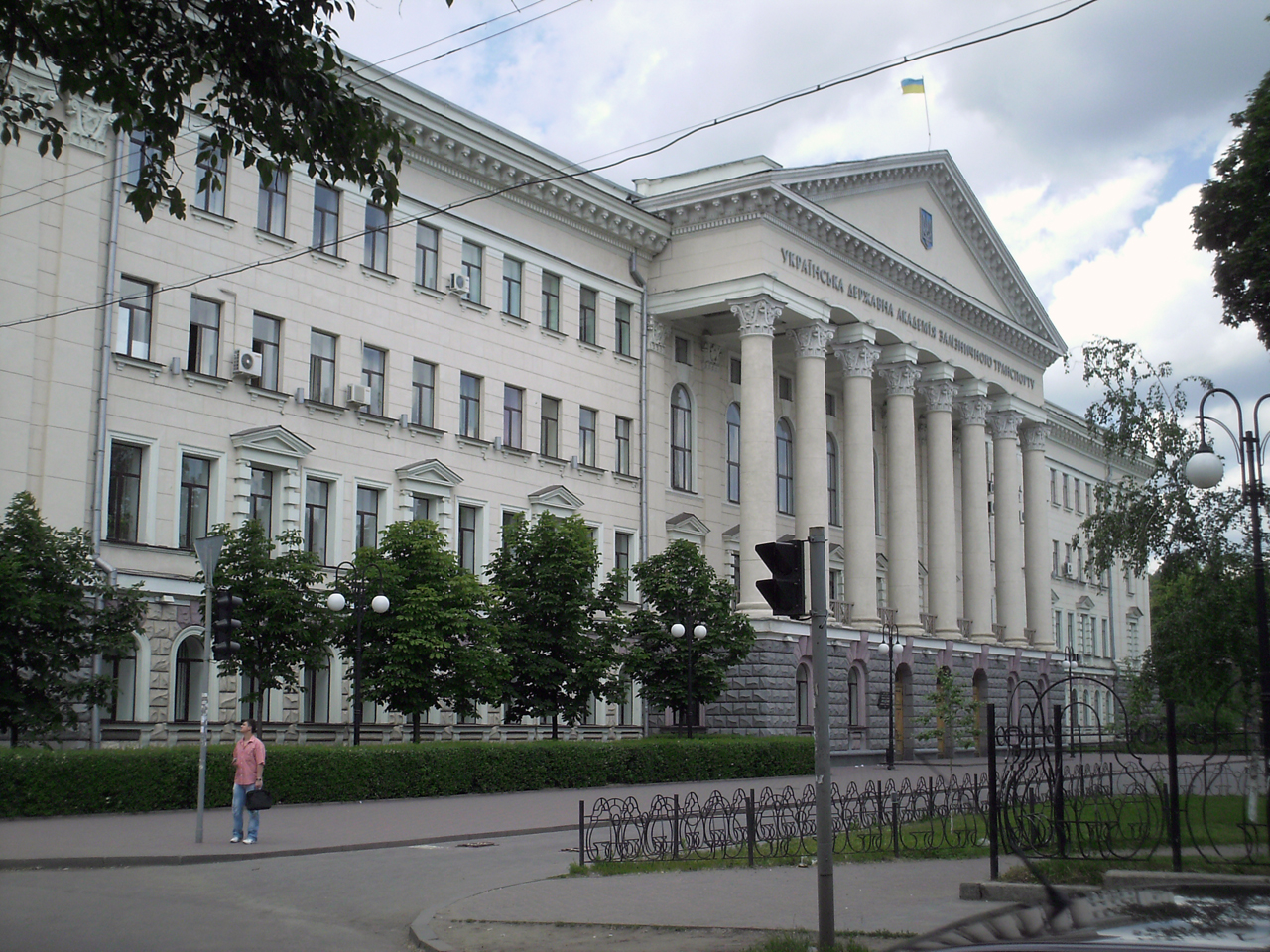
Université ferroviaire de Kharkiv.
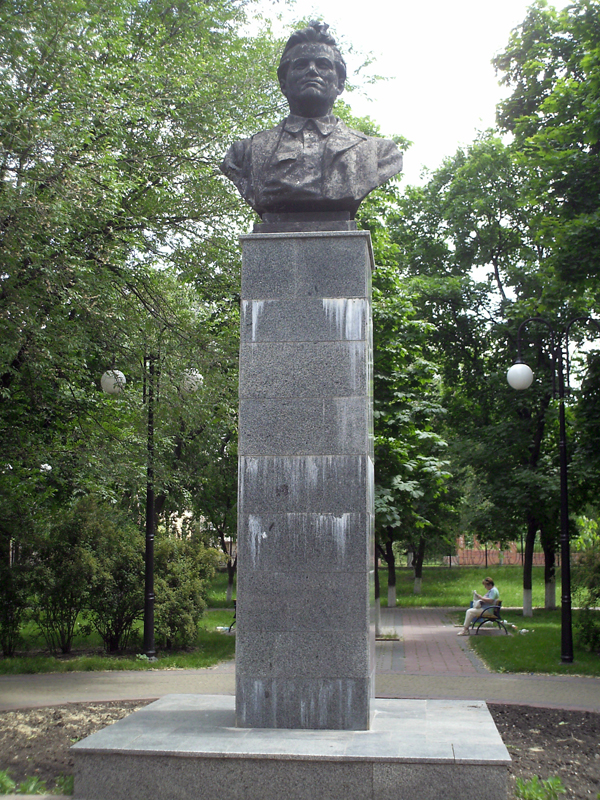
Buste de Sergueï Kirov classé[2].
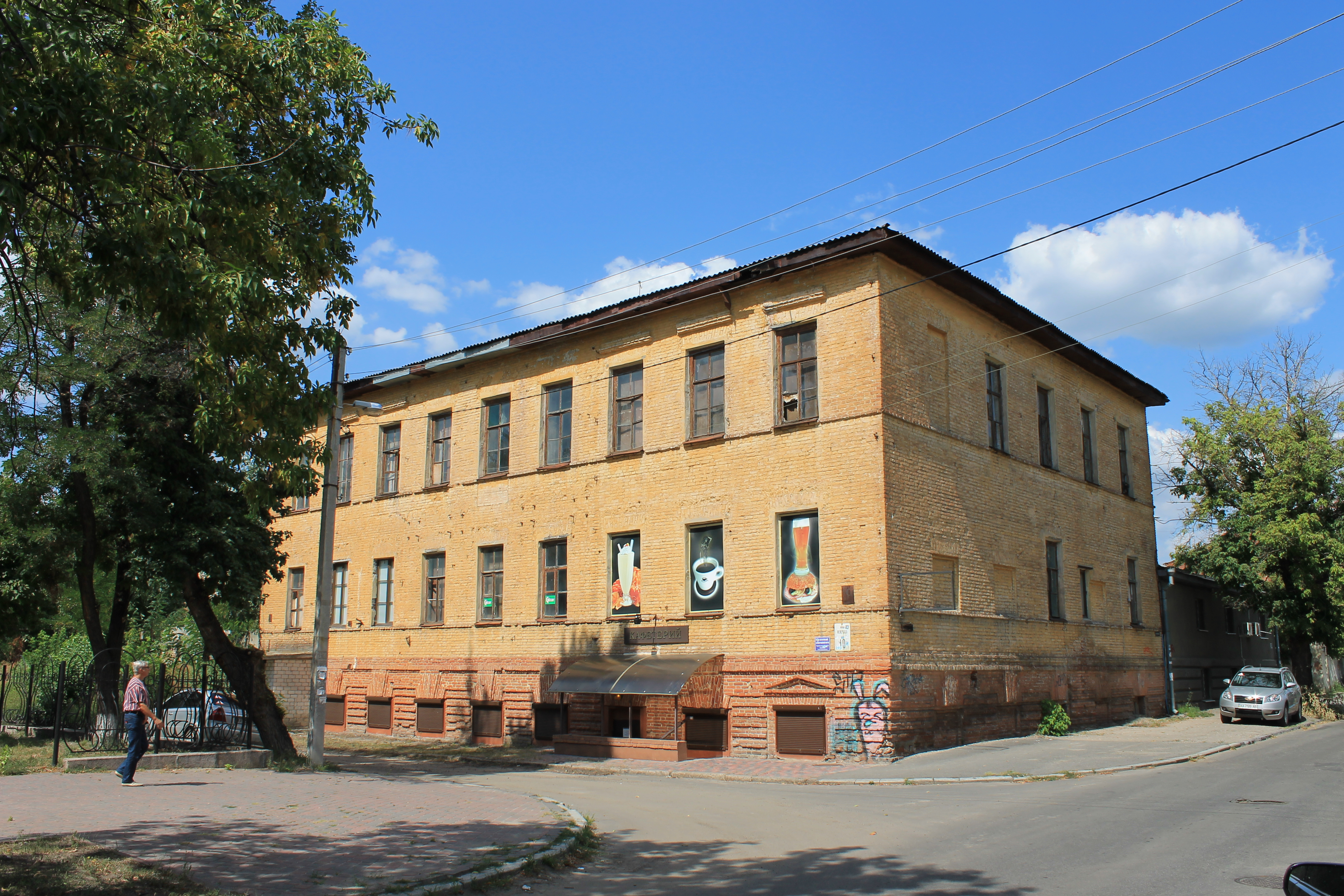
Maison de Vladimir Vernadski classée[3].
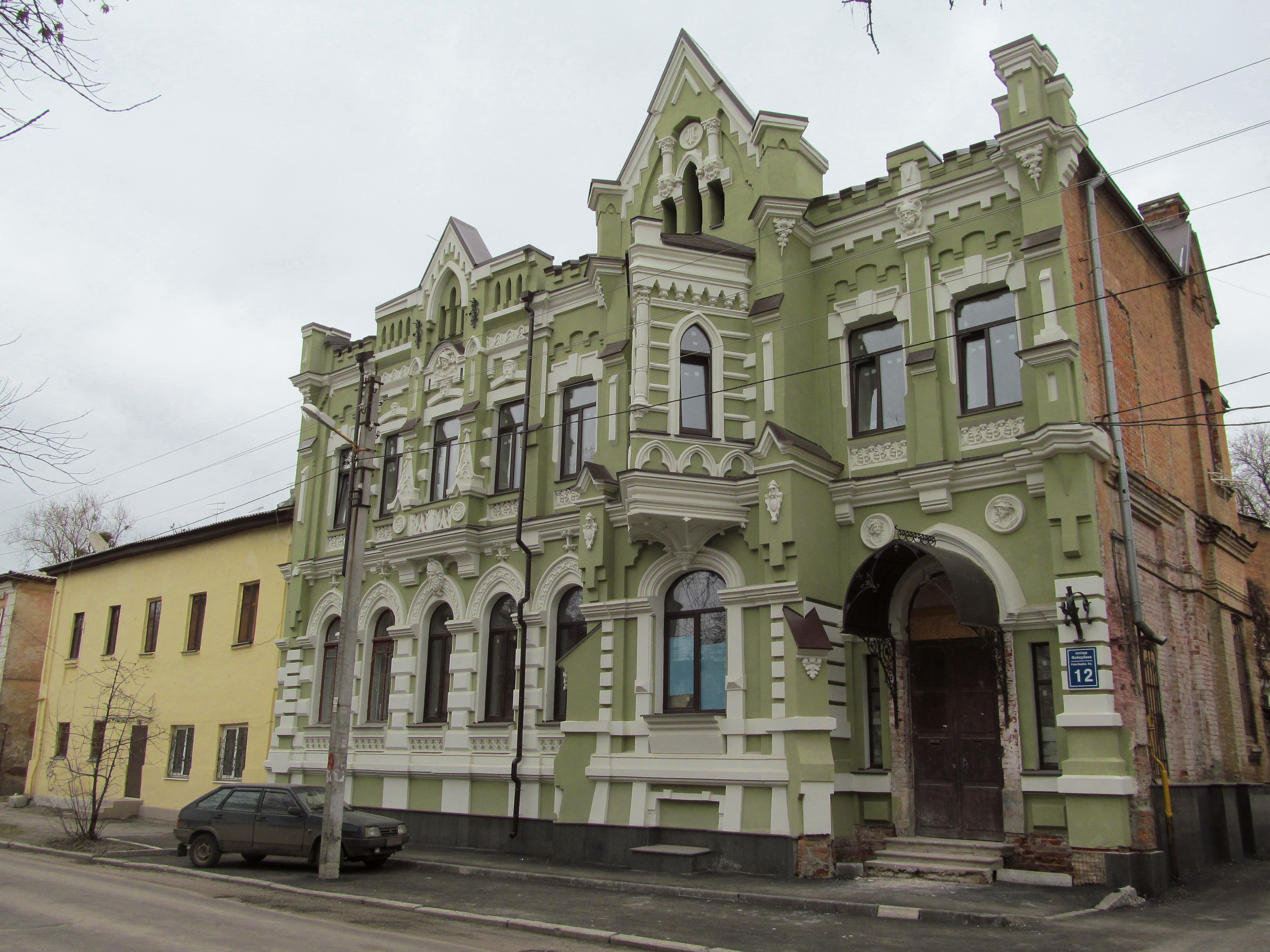
Immeuble du n°12 classé[4].